# Gustav Schenk (Schriftsteller)
Gustav Schenk (* 28. September 1905 in Hannover; † 3. Mai 1969 in Ebersteinburg) war ein deutscher Schriftsteller und Fotograf. Er hatte schon in der Zeit des Nationalsozialismus – in der er über ein Dutzend Bücher veröffentlichte – eine Neigung zur populärwissenschaftlichen Literatur, machte aber auch durch Feldpostbriefe an die Geliebte und Frau (1943) auf sich aufmerksam, die den Krieg „glorifizieren“.

## Leben und Werk
Der Sohn eines ostpreußischen Schneidermeisters war nach dem Abbruch einer Buchhändlerlehre als Gelegenheitsarbeiter tätig, daneben in der Künstlerszene Hannoveraner Neuen Sachlichkeit aktiv. Gemeinsam mit Grethe Jürgens, Gerta Overbeck, Erich Wegner und Ernst Thoms stellte Schenk im Matrizendruck die Zeitschrift Der Wachsbogen her, die von 1931 bis 1932 zwölfmal erschien. Zeitweise wohnte Schenk, der einen Ruf als „genialer Primitiver“ genoss, in einer Moorhütte in Engelbostel bei Hannover. Zunächst mit Jürgens verlobt, heiratete er 1937 Gerta Overbeck. Ein gemeinsames Kind Frauke Schenk (später Schenk-Slemensek) war bereits geboren worden. Die Ehe wurde 1940 wieder geschieden.
1930 kam Schenk nach Worpswede, „wo er sich von der Kunstszene eher ferngehalten haben soll.“ Hier wuchs sein Sohn Johannes Schenk auf. 1933 hielt sich Schenk in Italien auf, am Golf von Salerno. Frucht dessen war sein 1939 veröffentlichtes Buch Der Ort der zwölf Winde. Vor 1933 gehörte Schenk zeitweilig der KPD und dem BPRS an. Als Leiter von dessen Ortsgruppe Hannover hatte er 1936 Probleme mit der Gestapo. „Im Juli 1940 wurde er von einem Landschützenbataillon in Celle abkommandiert zur Propaganda-Ersatz-Abteilung Berlin/Potsdam und von dort der Berichterstaffel beim Oberbefehlshaber des Heeres überwiesen.“ Ende 1940 wurde er nach Norwegen, 1941 nach Weißrussland geschickt. Aus seinen Eindrücken entstanden die Feldpostbriefe. Offensichtlich hatte sich Schenk inzwischen von seinen kommunistischen Idealen abgekehrt. Jetzt galten ihm die Soldaten als „Helden unserer Zeit, ... starke Menschen mit eisernen Herzen.“ Schenk hatte sich schon immer vom Wüten der „Urgewalten“ fasziniert gezeigt. „Wie für Ernst Jünger war auch für Schenk eine dieser Urgewalten der Krieg, in dem sich naturnotwendig das Elementare seinen Weg erzwang. Er war für ihn kein soziologisch-politisches Ereignis, sondern ein kosmisch-biologisches.“ Doch die handfesten Grauen der deutschen Feldzüge, Leichen deutscher Soldaten eingeschlossen, hielt Schenk nahezu vollständig aus seinen Feldpostbriefen heraus.
Laut Krogmann ging Schenk 1946 aus einem „Entnazifizierungsverfahren“ unbescholten hervor. Er ließ sich nun in der Nähe von Baden-Baden nieder. Seine Sachbücher, die bis zu Schenks Tod 1969 in dichter Folge erschienen, zeigen weitgespannte Interessen naturwissenschaftlicher und philosophischer Art. Schenks Nachlass befindet sich seit 2003 im Stadtarchiv Hannover. Einige von Schenk aufgenommenen Fotografien sollen in die Sammlung des Museums of Modern Art eingegangen sein. In Hannover Linden-Süd gibt es seit 1986 einen nach Schenk benannten Weg.

## Werke
- Pagel im Glück, Roman, Bremen 1934
- Das leidenschaftliche Spiel. Schachbriefe an eine Freundin, Hannover 1936
- Aron oder das tropische Feuer. In: Archiv der Pharmazie. 275, 1937, S. 278, doi:10.1002/ardp.19372750412.
- Ein Hausbuch für das Puppenspiel. Spielschule und Spiele für Handpuppen, Berlin 1937
- Die Unzähmbaren. Von der Herrschaft der Tiere, Hannover 1937
- Schatten der Nacht. Die Macht des Giftes in der Welt, Stuttgart 1939
- Straßen der Unrast, Roman, Hannover 1939
- Der Ort der zwölf Winde, Berlin 1940
- Die Wermutinsel. Eine Dichtung vom Kleinleben einer Hallig, Berlin 1940
- Dokumente einer Liebe, Erzählung, Hannover 1940
- Vom Flusse der Welt, Berlin 1940
- Das wunderbare Leben, Roman, Berlin 1942
- Feldpostbriefe an die Geliebte und Frau, Hannover 1943
- Traum und Tat. Aufzeichnungen aus zwei Jahrzehnten, Hannover 1943
- Frucht und Same, Hannover 1947
- Vom Tau der Sonne, Hannover 1947
- Aus lebendem Erz. Das Wunder der Autos, Hannover 1952
- Gesichter aus Worpswede, Bremen 1953
- Das Buch der Gifte, Berlin 1954
- Schöpfung aus dem Wassertropfen, Berlin 1954
- Vor der Schwelle der letzten Dinge. Über die neuesten Forschungen und Erkenntnisse der Chemie und Physik, Berlin 1955
- Brennende Steppe, Jugendbuch, München 1955
- Und die Erde war wüst und leer. Roman über die Entstehung und Entwicklung des Lebens, Stuttgart 1957
- Der Bettler Purwin. Träume und Erinnerungen eines Fahrenden, autobiographisch geprägt, Hamburg 1958[5]
- Panik – Wahn – Besessenheit. Die zügellose Masse gestern und heute, Stuttgart 1958
- Gott Erde – Schöpfer und Zerstörer, Baden-Baden 1958
- Sie war dabei. Die Geschichte der Briefmarke, Gütersloh 1959
- Die Bärlapp-Dynastie. Eine Pflanze erobert die Erde, Berlin 1960
- Der Mensch. Gestern, heute, morgen, Stuttgart 1961
- Die Erde. Unser Planet im Weltall, Stuttgart 1962
- Die Grundlagen des 21. Jahrhunderts. Über die Zukunft der technischen Welt, Berlin 1963
- Das unsichtbare Universum. Darstellung und Dokumentation der Nuklearphysik, Berlin 1964
- Am Anfang war das Paradies. Eine Geschichte der Menschheit, Berlin 1967